# Bone Church
Bone Church è un singolo del gruppo musicale statunitense Slipknot, pubblicato il 2 febbraio 2023.

## Descrizione
Pubblicato a sorpresa, il brano affonda le sue radici durante la tournée di .5: The Gray Chapter, momento il cui il gruppo era solito abbozzare nuove tracce in delle jam session tenute nel backstage.
Musicalmente, Bone Church si caratterizza per un'introduzione «inquietante» di fisarmonica, un arrangiamento lento e un cantato melodico da parte del frontman Corey Taylor.

## Video musicale
Il video, diretto da Shawn Crahan, è la director's cut del video del singolo precedente Yen.

## Tracce
Testi e musiche degli Slipknot.
1. Bone Church – 5:27

## Formazione
Hanno partecipato alle registrazioni, secondo quanto riportato dall'etichetta:
Gruppo
- Corey Taylor – voce
- Mick Thomson – chitarra
- Sid Wilson – giradischi
- Shawn Crahan – percussioni
- Alessandro Venturella – basso
- Jay Weinberg – batteria
- Michael Pfaff – percussioni
- Jim Root – chitarra
- Craig Jones – campionatore, effetti

Produzione
- Slipknot – produzione
- Greg Fidelman – produzione, ingegneria del suono
- Joe Barresi – missaggio
- Jun Murakawa – assistenza al missaggio
- Greg Gordon – ingegneria del suono
- Paul Fig – ingegneria del suono
- Sara Killion – ingegneria del suono